# Giovanni Lupo
Giovanni Lupo (Corleone, 1883 – New York, ...) è stato un mafioso italiano.
Fratello di Ignazio Lupo, è stato un mafioso e killer della Famiglia Morello di New York agli inizi del Novecento.

## Biografia
Giovanni arriva a New York con suo padre Rocco, sua madre Onofria Saitta e i suoi fratelli e sorelle nel 1900, due anni dopo la partenza di suo fratello Ignazio, temuto e rispettato mafioso di Corleone. Lavora in un'acciaieria come pressatore per circa 6 anni, fino al 1906. In quel periodo ancora molto giovane, diventa un uomo d'onore della Famiglia Morello, dove suo fratello Ignazio è uno dei leader. Oltre che lavorare come killer ed estorsore per la Famiglia, nella decina di suo fratello, gestisce per costui il negozio di alimentari a Mott Street.
Giovanni abitava in una casa con i suoi familiari nel quartiere di Fort George nella 184ª strada di Nicholas avenue a Little Italy a fianco della casa di suo fratello Ignazio. Nell'ottobre del 1908, lascia il negozio di Mott Street, ed apre un negozio di alimentari all'ingrosso, a Hobooken nel New Jersey, con il nome di "Lupo e Lo Presti", lo pseudonimo preferito di suo fratello Ignazio, che infatti è il suo socio occulto. Nel 1910 verrà arrestato assieme ad altri membri della cosca, tra cui suo fratello per il colossale contrabbando di dollari falsi.